# Жорашти (Галац)
Жорашти (рум. Jorăşti) насеље је у Румунији у округу Галац у општини Жорашти. Oпштина се налази на надморској висини од 166 m.

## Становништво
Према подацима из 2002. године у насељу је живело 1945 становника, од којих су сви румунске националности.

### Хронологија
| Година       | 1992 | 1993 | 1994 | 1995 | 1996 | 1997 | 1998 | 1999 | 2000 | 2001 | 2002 | 2003 | 2004 | 2005 | 2006 | 2007 | 2008 | 2009 | 2010 | 2011 | 2012 | 2013 | 2014 | 2015 | 2016 | 2017 |
| ------------ | ---- | ---- | ---- | ---- | ---- | ---- | ---- | ---- | ---- | ---- | ---- | ---- | ---- | ---- | ---- | ---- | ---- | ---- | ---- | ---- | ---- | ---- | ---- | ---- | ---- | ---- |
| Становништво | 2269 | 2220 | 2201 | 2150 | 2121 | 2097 | 2090 | 2071 | 2055 | 2028 | 1989 | 1956 | 1961 | 1964 | 1974 | 1971 | 1944 | 1927 | 1889 | 1863 | 1860 | 1866 | 1870 | 1853 | 1843 | 1824 |